# ジャスミンガール
「ジャスミンガール」は、佐野元春の32作目のシングル。1990年10月1日に、EPIC/SONY RECORDS（現：エピックレコードジャパン）から発売された。

## 解説
アルバム『Time Out!』の先行シングルである。
初回盤は特製パッケージ仕様。カップリング曲はアルバムとバージョン違い。
「ジャスミンガール」のタイトルについて佐野は「当時著名なアーティストの中で『〜ガール』という曲に素敵な曲がいっぱいあったんだ。山下達郎さんの『高気圧ガール』のようにね。だから僕も、『〜ガール』という曲を作りたいと思ってね。でも、最初の仮タイトルは、『クレソンガール』というタイトルだったんだよ」と述懐している。

## 収録曲
- 全作詞・作曲・編曲：佐野元春

1. ジャスミンガール
2. 空よりも高く (CD Single Version)